# Once Only Imagined
| Оценки критиков                  | Оценки критиков |
| Источник                         | Оценка          |
| -------------------------------- | --------------- |
| AllMusic                         | [ 1 ]           |
| Time For Metal Magazin (Germany) | [ 2 ]           |

Once Only Imagined — дебютный студийный альбом канадской метал-группы The Agonist, который был выпущен 14 августа 2007 года на лейбле Century Media.
Клип на композицию «Business Suits and Combat Boots» был выпущен 21 сентября 2007 года. Клип занял 6 позицию в 2007 году на «MTV2's Headbanger's Ball».

## Список композиций
| №                   | Название                          | Длительность |
| ------------------- | --------------------------------- | ------------ |
| 1.                  | «Synopsis»                        | 0:32         |
| 2.                  | «Rise and Fall»                   | 4:02         |
| 3.                  | «Born Dead, Buried Alive»         | 4:32         |
| 4.                  | «Take a Bow»                      | 4:05         |
| 5.                  | «Trophy Kill»                     | 3:39         |
| 6.                  | «Business Suits and Combat Boots» | 5:27         |
| 7.                  | «Serendipity»                     | 3:42         |
| 8.                  | «Memento Mori»                    | 3:09         |
| 9.                  | «Void of Sympathy»                | 4:21         |
| 10.                 | «Chiaroscuro»                     | 1:06         |
| 11.                 | «Forget Tomorrow»                 | 3:37         |
| Общая длительность: | Общая длительность:               | 38:17        |

| №   | Название        | Длительность |
| --- | --------------- | ------------ |
| 12. | «Feel No Guilt» | 4:41         |